# Hans-Jörg Klotz
Hans-Jörg Klotz (* 20. Januar 1927 in Oker) ist ein deutscher ehemaliger Sportfunktionär. Der Schwiegersohn des Kanzlers Ludwig Erhard war von 1974 bis 1976 Präsident von Hertha BSC.

## Leben
Hans-Jörg Klotz ist der Sohn von Mimi Hartmann und Friedrich Klotz. Er heiratete 1952 Elisabeth Erhard (1925–1996), die Tochter von Ludwig Erhard. Aus der Ehe gingen zwei Töchter hervor.
Klotz wurde am 13. Juni 1955 zum Doktor der Rechte promoviert und bei Mercedes-Benz als Direktor beschäftigt. Klotz war ab 1972 Geschäftsführer des Ullstein Verlags, einem Tochterunternehmen der Axel Springer AG. Das Verlagshaus Springer erwarb PR-Vorrechte für eine Million Deutsche Mark bei Hertha BSC.
Klotz war von 23. September 1974 bis 7. September 1976 Präsident von Hertha BSC.